# 魅惑の巴里
『魅惑の巴里』（みわくのパリ、Les Girls）は1957年のアメリカ合衆国のミュージカル・コメディ映画。
監督はジョージ・キューカー、出演はジーン・ケリーとミッツィ・ゲイナーなど。
第15回（1957年）ゴールデングローブ賞で作品賞 (ミュージカル・コメディ部門)と主演女優賞 (ミュージカル・コメディ部門)（ケイ・ケンドール）を受賞した他、第30回アカデミー賞ではデザイン賞（オーリー＝ケリー）を受賞した。
黒澤明の映画『羅生門』（1950年）と同様に、一連の事象が複数の登場人物それぞれの視点で語られる形式である。

## ストーリー
元踊り子で現在はジェラルド・レン卿の夫人となったシビルが、かつての仲間だった元踊り子アンジェルに名誉毀損で訴えられる。理由は、シビルが自分の踊り子時代を綴った暴露本に、アンジェルについて事実無根の内容が書かれているからというもの。裁判でシビルとアンジェルの主張は真っ向から対立する。シビルは、アンジェルが現在の夫ピエールと婚約中だったにもかかわらず、座長でダンサーだったバリーと恋仲になり、三角関係のもつれでガス自殺を図ったと主張。一方アンジェルは、バリーと恋仲だったのはシビルであり、ガス自殺を図ったのもシビルであると主張する。
そんな中、3人目の証人としてバリーが現れ、シビルの主張もアンジェルの主張もどちらも正確ではないとし、シビルと結婚したいレン卿と、アンジェルと結婚したいピエールと3人で結託していた事実を明らかにする。それはバリーが重い心臓病を患っているふりをすることで、かねてより想いを寄せていた踊り子ジョイの気を引き、一方シビルとアンジェルに対しては、重い病のバリーを休ませるためという理由で一座を彼女たちの意思で自発的に解散させることで、結婚に至らせようというものだった。まんまと騙された3人とバリーの4人はサヨナラパーティを開く。そしてバリーは首尾よくジョイを自分の部屋に連れ込んで2人切りになるが、なかなか自分になびかないジョイに病気のふりをしていた事実をしゃべってしまう。怒って出て行くジョイを追って、パーティをした部屋に戻ると、そこにはガス管が外れたために中毒になったシビルとアンジェルが倒れていた。2人を病院に連れて行き、そのまま別れたが、そのことで2人がどちらも相手が自殺を図ったのだと思い込んだのだろうとバリーは証言する。
裁判はアンジェル側の告訴取り下げで終了し、シビルとアンジェルは仲直りをする。そんな2人を横目に帰途に着くバリーが乗り込んだ車にはバリーの妻となったジョイがいた。しかし、ジョイは一連の裁判で明かされたシビルとアンジェルの話があながち嘘ではないのではないかとバリーを冗談めかして責める。三者三様の物語の何が真実かは当人のみぞ知る。

## 登場人物
- バリー・ニコルズ: ジーン・ケリー - 踊り子一座「レ・ガールズ」の座長。振付師兼ダンサー。
- ジョーン（ジョイ）・ヘンダーソン: ミッツィ・ゲイナー -「レ・ガールズ」の踊り子。アメリカ人。
- シビル・レン: ケイ・ケンドール -「レ・ガールズ」の踊り子。イギリス人。
- アンジェル・デュクロ: タイナ・エルグ（英語版） -「レ・ガールズ」の踊り子。フランス人。
- ピエール・デュクロ: ジャック・ベルジュラク（英語版） - アンジェルの夫。
- ジェラルド・レン卿: レスリー・フィリップス - シビルの夫。

## キャスト
| 役名         | 俳優                   | 日本語吹替 | 日本語吹替   |
| 役名         | 俳優                   | NHK版      | 日本テレビ版 |
| ------------ | ---------------------- | ---------- | ------------ |
| バリー       | ジーン・ケリー         | 愛川欽也   | 青野武       |
| ジョイ       | ミッツィ・ゲイナー     | 里見京子   | 島本須美     |
| シビル       | ケイ・ケンドール       | 伊藤幸子   | 高畑淳子     |
| アンジェル   | タイナ・エルグ         | 弓恵子     | 一城みゆ希   |
| ピエール     | ジャック・ベルジュラク | 羽佐間道夫 |              |
| ジェラルド卿 | レスリー・フィリップス | 久松保夫   |              |

- NHK版：初回放送1970年4月29日 13:25-15:20[4]
- 日本テレビ版：初回放送1990年1月3日『新春映画劇場』1:00-3:20 ※ノーカット[要出典]

## 作品の評価
Rotten Tomatoesによれば、8件の評論の全てが高評価で平均点は10点満点中7.4点となっている。